# 7163 Баренбойм
7163 Баренбойм (7163 Barenboim) — астероїд головного поясу, відкритий 24 лютого 1984 року.
Тіссеранів параметр щодо Юпітера — 3,500.